# Laskár
Laskár je obec v okrese Martin v Žilinském kraji na Slovensku. Žije v něm 133 obyvatel.

## Historie
První písemná zmínka o vesnici pochází z roku 1277.

## Přírodní poměry
Obec se nachází v nadmořské výšce 455 metrů a rozkládá se na ploše 3,34 km². Do jejího správního území zasahují národní přírodní rezervace Kláštorské lúky, Turiec a ramsarská lokalita Mokřady Turce.